# Streaker

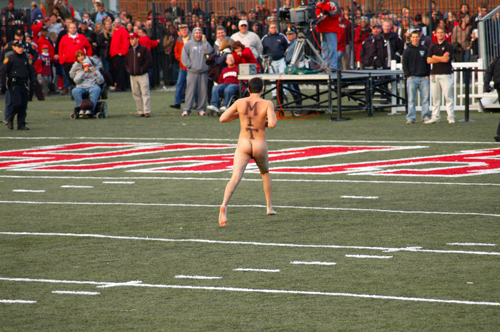
Een streaker bij American football.

Een streaker is een persoon die bij een openbaar evenement onverwachts naakt ten tonele verschijnt met het doel het evenement te verstoren, te provoceren, of zichzelf in de schijnwerpers te plaatsen. Personen die zich aldus in de kijker speelden zijn onder meer Mark Roberts, Michael O'Brien, Jimmy Jump en Sander Lantinga.
Streaken kan gezien worden als een vorm van exhibitionisme.
Ray Stevens had in 1974 een Amerikaanse Nummer één-hit met The streak, een lied over de rage.